# Carlingford (comté de Louth)
 (juillet 2025).
La mise en forme du texte ne suit pas les recommandations de Wikipédia : il faut le « wikifier ».
Les points d'amélioration suivants sont les cas les plus fréquents. Le détail des points à revoir est peut-être précisé sur la page de discussion.
- Les titres sont pré-formatés par le logiciel. Ils ne sont ni en capitales, ni en gras.
- Le texte ne doit pas être écrit en capitales (les noms de famille non plus), ni en gras, ni en italique, ni en « petit »…
- Le gras n'est utilisé que pour surligner le titre de l'article dans l'introduction, une seule fois.
- L'italique est rarement utilisé : mots en langue étrangère, titres d'œuvres, noms de bateaux, etc.
- Les citations ne sont pas en italique mais en corps de texte normal. Elles sont entourées par des guillemets français : « et ».
- Les listes à puces sont à éviter, des paragraphes rédigés étant largement préférés. Les tableaux sont à réserver à la présentation de données structurées (résultats, etc.).
- Les appels de note de bas de page (petits chiffres en exposant, introduits par l'outil «  Source ») sont à placer entre la fin de phrase et le point final[comme ça].
- Les liens internes (vers d'autres articles de Wikipédia) sont à choisir avec parcimonie. Créez des liens vers des articles approfondissant le sujet. Les termes génériques sans rapport avec le sujet sont à éviter, ainsi que les répétitions de liens vers un même terme.
- Les liens externes sont à placer uniquement dans une section « Liens externes », à la fin de l'article. Ces liens sont à choisir avec parcimonie suivant les règles définies. Si un lien sert de source à l'article, son insertion dans le texte est à faire par les notes de bas de page.
- La présentation des références doit suivre les conventions bibliographiques. Il est recommandé d'utiliser les modèles {{Ouvrage}}, {{Chapitre}}, {{Article}}, {{Lien web}} et/ou {{Bibliographie}}. Le mode d'édition visuel peut mettre en forme automatiquement les références.
- Insérer une infobox (cadre d'informations à droite) n'est pas obligatoire pour parachever la mise en page.

Pour une aide détaillée, merci de consulter Aide:Wikification.
Si vous pensez que ces points ont été résolus, vous pouvez retirer ce bandeau et améliorer la mise en forme d'un autre article.
Carlingford (en irlandais : Cairlinn, petite incursion de la mer), est une ville côtière et une paroisse civile au nord du Comté de Louth, en Irlande.

## Géographie

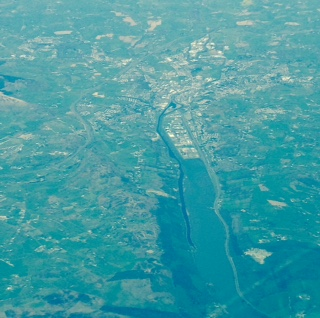
Vue aérienne du lough.

La localité est située sur la côte sud de Carlingford Lough avec Slieve Foy comme toile de fond, parfois appelée « Carlingford Mountain ». 
C'est la principale ville de la péninsule de Cooley, placée sur la route R176, entre Greenore et Omeath.
Carlingford se trouve à environ 27 km au nord-est de Dundalk (par la route) (15,6 km à vol d'oiseau), 90 km au nord de Dublin et 11 km au sud de la frontière avec l'Irlande du Nord. 
Carlingford a remporté l'Irish Tidy Towns Competition en 1988.
La ville conserve  un cheminement médiéval aux ruelles étroites. 
Dans la rue Tholsel se trouvent la dernière porte de la ville fortifiée médiévale, appelée le " Tholsel", qui, apparemment, servait également de prison.
La rue Tholsel abrite encore un « hôtel de ville » du XVIe siècle, connu sous le nom de « The Mint ».

## Histoire

### Époque médiévale
Carlingford a été occupé au XIIe siècle par les Normands sous le commandement d'Hugh de Lacy dès le début de la construction du château sur un éperon stratégique rocheux. 
Un village s'est alors installé près de cette forteresse. Le château est connu sous le nom de King John's Castle (en) à la suite d'une visite du roi Jean sans Terre en 1210. 
C'est maintenant une vaste ruine assise sur un rocher solide dont les côtés sont entourés par la mer. 
Les montagnes s’élèvent à l’intérieur des terres, à leur pied se trouve un étroit passage précédemment commandé par la forteresse.

### Années prospères
La position stratégique de Carlingford sur la côte est de l'Irlande (avec Carrickfergus et Drogheda) en a fait un port de commerce important. Ce commerce a conduit à sa prospérité relative aux 14ème, 15ème et début du XVIe siècle.
En 1388, la ville fut réduite en cendres par une armée écossaise sous le commandement de  William of Nithsdale. Il s'agissait d'un raid punitif à la suite d'attaques irlandaises contre Galloway dont le seigneur était le père de Nithsdale, Archibald Douglas.
Carlingford a reçu cinq chartes au total.
La première en 1326 d' Édouard II et la dernière en 1619 sous  James I. L'essor du commerce a incité des marchands à s'installer dans la région. La prospérité de l'époque a permis la construction du Mint et du château de Taeffe.
En 1637, l'inspecteur général des douanes publie un rapport compilé à partir des droits dus par chaque port et leurs "annexes". 
Carrickfergus est le premier à figurer sur la liste, suivi de  Bangor, Donaghadee et Strangford. 
Carlingford et Coleraine doivent chacun 244 £ de droits et sont à rang égal.
Carlingford était réputée pour ses huîtres vertes, sa principale source d’activité, de pair avec la pêche au hareng. Les huîtres étaient appréciées partout en Grande-Bretagne et en Europe.

### Guerres et ruine
La rébellion irlandaise de 1641, déclarée par les Irlandais d'Ulster, la conquête cromwellienne de 1649, et les  guerres williamites qui ont suivi en 1690 ont eu des conséquences néfastes sur l'économie locale. Isaac Butler signale  : à Carlingford, la ville était en "état de ruine" en 1744. Le « dernier clou du cercueil » fut la désertion en eau libre des riches bancs de harengs qui occupaient le lough au début du XVIIIe siècle.

### Ère moderne
L'incapacité de Carlingford à utiliser un matériel moderne d'envergure a permis à son agencement médiéval et à ses vestiges historiques de rester relativement intacts. La région fut ouverte au tourisme dans les années 1870 par la ligne de chemins de fer de Dundalk, Newry et Greenore qui passait par Carlingford. 
Cette ligne a été fermée en 1951. Ces moyens de transport ont fait du tourisme une source essentielle d’emplois. 
La pêche était également importante économiquement ; en particulier les huîtres et les crabes du port voisin. 
La ville accueille le festival annuel des huîtres de Carlingford qui a généralement lieu en août.
Un ferry part permet de relier le village d'Omeath à 5 km, pendant les mois d'été.
Le jour des élections législatives irlandaises de 1918, le groupe de  Camlough des Irish Volunteers  se rendit en train de Newry à Carlingford. À son arrivée, un grand nombre d'habitants de Carlingford portaient les drapeaux de l'Union Jack. 
Les volontaires ont ordonné à tous les militaires de  la Couronne qu'ils avaient vus en service dans les rues ou dans les salles de vote de retourner dans leurs casernes et d'y rester pendant leur présence à Carlingford. Des attaques ont été perpétrées sur les volontaires par des groupes dans les rues. Les volontaires ont cherché à protéger les électeurs qui se rendaient aux urnes jusqu'à la fermeture des isoloirs. Seamus Lyang de Dundalk était commis au scrutin à Carlingford et lorsque les bureaux de vote ont fermé leurs portes, les volontaires ont dû prendre Lyang sous leur protection et l’escorter hors de Carlingford. Tous les cafés et les commerces de Carlingford étaient hostiles aux volontaires et refusaient de les servir. Après la clôture du scrutin, les volontaires sont rentrés à Camlough.

## Lieux et monuments

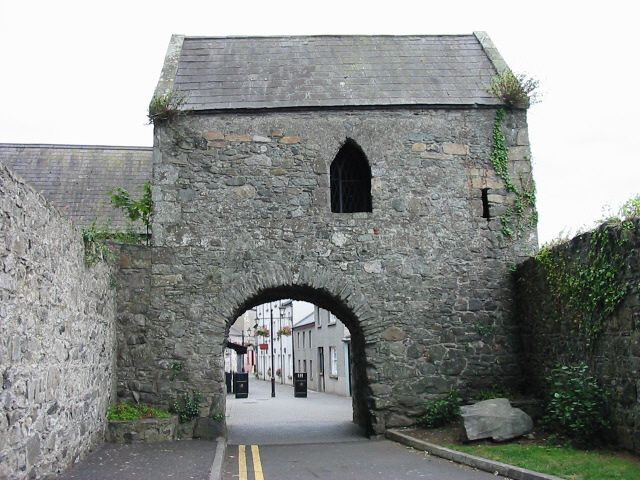
The Tholsel.

## Transports

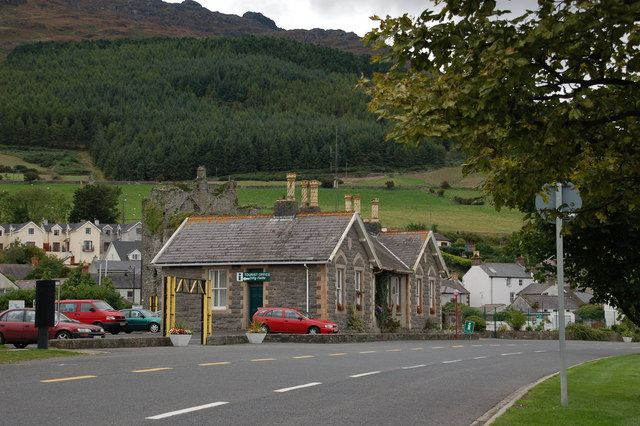
Ancienne gare de Dundalk, Newry and Greenore Railway.